# Кока-кола лайт
Coca-Cola Light («Кока-кола лайт») или Diet Coke («Дайет коук») — это безалкогольный напиток без сахара и калорий, производимый и распространяемый компанией Coca-Cola. Он содержит искусственные подсластители вместо сахара. Презентованный 8 июля 1982 года и выпущенный в продажу в США 9 августа, он стал первым с 1886 года новым брендом, использующим торговую марку Coca-Cola. Продукт быстро обогнал по продажам существующую диетическую колу Tab.

## История
Когда диетические колы впервые появились на рынке, начиная с Diet Rite, компания Coca-Cola придерживалась давней политики использования названия Coca-Cola только для своей флагманской колы, и поэтому её диетическая кола была названа Tab, когда она была выпущена в 1963 году. У её конкурента Pepsi не было таких сомнений, и после того, как стал очевиден долгосрочный успех её Diet Pepsi (выпущенной в 1964 году), Coca-Cola решила запустить конкурирующий бренд без сахара под именем Coca-Cola, который можно было бы продвигать легче, чем Tab. Diet Coke была запущена в 1982 году и быстро обогнала Tab по продажам с большим отрывом, хотя более старый напиток оставался на рынке в течение десятилетий, пока пандемия COVID-19 не заставила Coca-Cola прекратить выпуск Tab вместе с другими плохо продаваемыми напитками в 2020 году.
В 2005 году компания представила Coca-Cola Zero (переименованную в Coca-Cola Zero Sugar в 2017 году), формулу без сахара, более близкую к оригинальной Coca-Cola.
В 2018 году, стремясь быть более привлекательной для миллениалов, Diet Coke была упакована в более высокую и тонкую банку (того же объёма) и представила четыре новых вкуса.